# Robert Sears
Robert Wilson Sears (Portland, 1884. november 30. – Atlanta, 1979. január 9.) olimpiai bronzérmes amerikai vívó, öttusázó, katonatiszt.

## Sportpályafutása
Tőr és párbajtőr fegyvernemekben is versenyzett, nemzetközi jelentőségű eredményt tőrvívásban ért el.